# Lebensräume der Wiesenknopf-Ameisenbläulinge südlich Coburg
Lebensräume der Wiesenknopf-Ameisenbläulinge südlich Coburg este o arie protejată (arie specială de conservare — SAC, sit de importanță comunitară — SCI) din Germania întinsă pe o suprafață de 23,14 ha, integral pe uscat.

## Localizare
Centrul sitului Lebensräume der Wiesenknopf-Ameisenbläulinge südlich Coburg este situat la coordonatele 50°13′45″N 10°59′53″E / 50.2292°N 10.9981°E.

## Înființare
Situl Lebensräume der Wiesenknopf-Ameisenbläulinge südlich Coburg a fost declarat sit de importanță comunitară în martie 2001 pentru a proteja 4 specii de animale. Situl a fost protejat și ca arie specială de conservare în aprilie 2016.

## Biodiversitate
Situată în ecoregiunea continentală, aria protejată conține 1 habitat natural: Fânețe de joasă altitudine (Alopecurus pratensis, Sanguisorba officinalis).
La baza desemnării sitului se află mai multe specii protejate:
- păsări (3): barză albă (Ciconia ciconia ciconia), sfrâncioc roșiatic (Lanius collurio), gaia neagră (Milvus migrans)
- nevertebrate (1): phengaris nausithous (Maculinea nausithous)